# Ekkehard Fluck
Ekkehard Fluck (* 27. Februar 1931 in Singen (Hohentwiel); † 26. August 2021) war ein deutscher Chemiker (Anorganische Chemie) und Hochschullehrer.

## Leben
Ekkehard Fluck, Sohn von Elise Fluck und des Blechnermeisters Otto Fluck, war katholisch, studierte bis 1955 an der Universität Heidelberg Chemie mit Abschluss als Diplom-Chemiker, wurde 1957 bei Margot Becke-Goehring zum Dr. rer. nat. promoviert. 1957/58 war er als Post-Doktorand bei Monsanto Chemical Co. in St. Louis (USA). Er arbeitete von 1958 bis 1962 als Assistent an der Universität Heidelberg und wurde dort nach der Habilitation 1962 Privatdozent. 1963 wurde er Diätendozent, 1964 wissenschaftlicher Rat und 1967 außerplanmäßiger Professor.
Im Jahr 1968 wurde er ordentlicher Professor für Anorganische Chemie an der Universität Stuttgart, an der er bis 1979 Direktor des Instituts für Anorganische Chemie und 1970/1971 Dekan der Chemiefakultät war. Von 1979 bis 1997 war er Professor und Direktor des Gmelin-Instituts für anorganische Chemie der Max-Planck-Gesellschaft in Frankfurt, als Nachfolger von Margot Becke-Goehring, die Gmelins Handbuch der anorganischen Chemie herausgab. Das blieb er bis 1998. Fluck war dadurch wissenschaftliches Mitglied der Max-Planck-Gesellschaft.
Schwerpunkt seiner Forschung war Kernmagnetische Resonanzspektroskopie, Mößbauer- und Röntgenphotoelektronenspektroskopie und synthetische Phosphorchemie. Außerdem war er Experte für chemische Nomenklatur.
Ab 1973 war er Mitglied der Division für Anorganische Chemie der Internationalen Union für Reine und Angewandte Chemie (IUPAC), ab 1981 deren Sekretär und von 1989 bis 1991 Vorsitzender der anorganischen Sektion der IUPAC. 1980 bis 1994 war er Vorsitzender der deutschen CODATA-Kommission und 1985 bis 1999 im Exekutivkomitee der CODATA. Fluck war Ehrendoktor der Universität von Chile und Mitglied der American Association for the Advancement of Science. 1998 wurde er Ehrendoktor der Russischen Akademie der Wissenschaften und 1977 Ehrenmitglied der chilenischen chemischen Gesellschaft. In Chile erhielt er 1969 den Orden Bernardo O’Higgins und 1977 die Andre-Bello-Medaille der Universität von Chile.
Er war seit 1969 Mitherausgeber von NMR – Grundlagen und Fortschritte und seit 1977 von Modern Physics in Chemistry.

## Schriften
- mit Wolfgang Liebscher: Die systematische Nomenklatur der anorganischen Chemie. Springer, 1999.
- mit Robert C. Brasted: Allgemeine und Anorganische Chemie (= Uni-Taschenbücher). Quelle & Meyer, 1973.
- Die kernmagnetische Resonanz und ihre Anwendung in der Anorganischen Chemie. Springer, 1963.
- mit Margot Becke-Goehring: Einführung in die Theorie der quantitativen Analyse. 1961; 6. Auflage. Steinkopff, Darmstadt 1980.
- mit Carl Mahr: Anorganisches Grundpraktikum: für Chemiker und Studierende der Naturwissenschaften. 5. Auflage, Verlag Chemie, 1976.
- mit Klaus G. Heumann:  Periodensystem der Elemente: physikalische Eigenschaften. 5. Auflage. Wiley-VCH, 2012 (Tafel).
- mit Klaus Maas: Themen zur Chemie des Phosphors. Hüthig, 1973.
- mit Wolfgang Haubold: Schwefel-Stickstoffverbindungen mit Schwefel der Oxidationsstufe VI. In: Gmelin. Handbuch der Anorganischen Chemie. Springer, 1977.
- Einführung in die Theorie der quantitativen Analyse. 1978.
- Allgemeine und anorganische Chemie. 1979.
- mit Karl Rumpf: Alte und neue Diskussionen über das Periodensystem der Elemente. In: Chemie in unserer Zeit. Band 20, Nr. 4, August 1986.

Er übersetzte Chemielehrbücher aus dem Englischen, so Leslie Sutton: Chemische Elemente und Molekülstruktur (Springer, 1961) und Hans Jaffé: Symmetrie in der Chemie (Hüthig, 1973).